# Arholzen
Arholzen là một đô thị trong huyện Holzminden, bang Niedersachsen, Đức. Đô thị Arholzen có diện tích 5,33 km², dân số thời điểm ngày 31 tháng 12 năm 2006 là 423 người.